# Proces van Neurenberg

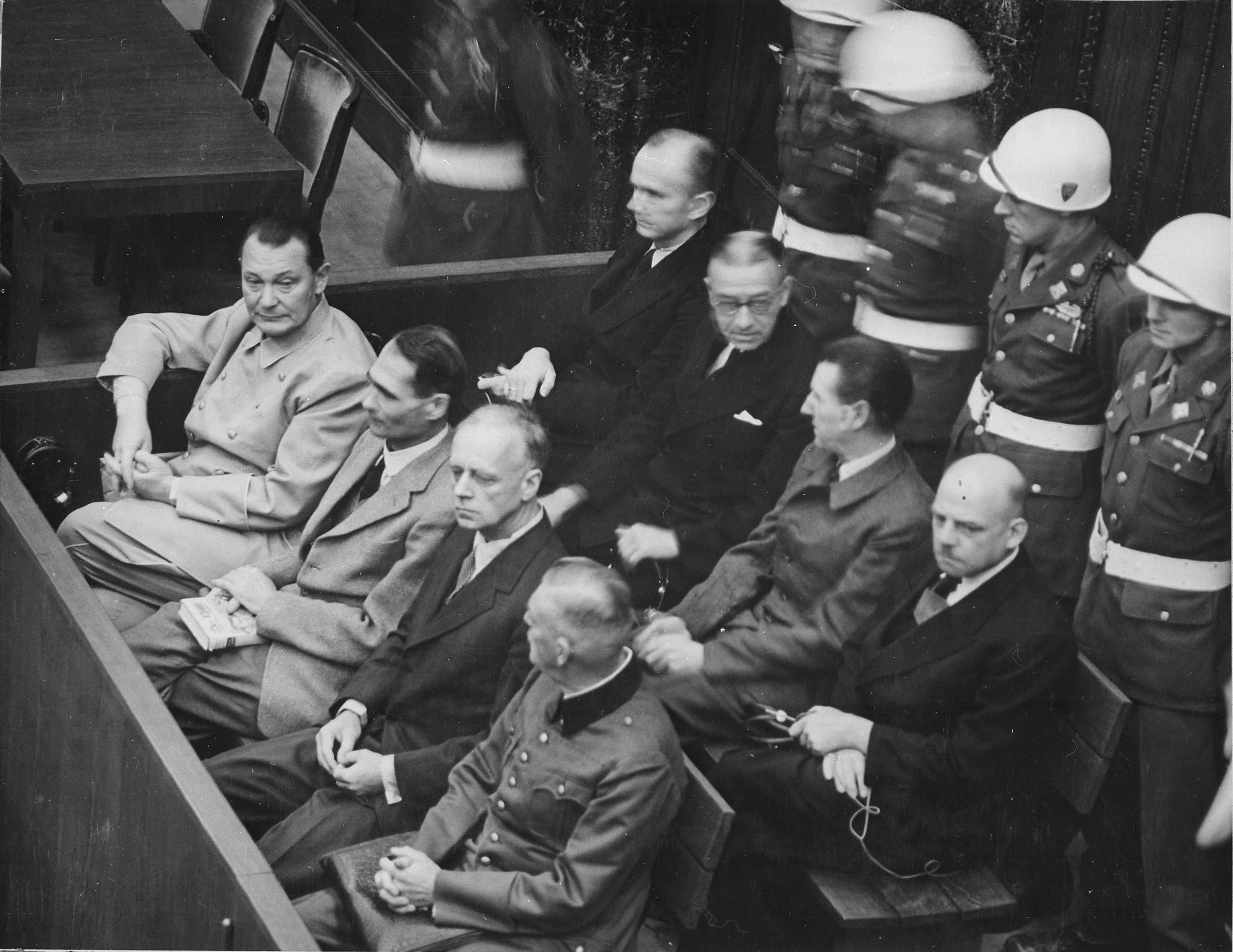
Enkele gedaagden tijdens het proces.
Voorste rij v.l.n.r.: Göring, Hess, Von Ribbentrop en Keitel.
Tweede rij v.l.n.r.: Dönitz, Raeder, Von Schirach en Sauckel

Het Proces van Neurenberg, Neurenberg-tribunaal of Internationaal Militair Tribunaal is de naam voor een reeks in de Duitse stad Neurenberg gehouden processen ter berechting van 24 kopstukken van het nazi-regime in Duitsland, verdacht van het plegen van zware misdaden voor en tijdens de Tweede Wereldoorlog. Omdat het om meerdere processen ging wordt ook wel gesproken van de Neurenbergse processen, met als gedaagden onder andere ook hoge militaire officieren, industriëlen, advocaten en artsen. Hoewel toentertijd de juridische grondslag en de innovatieve manier van procesvoering bekritiseerd werd, zette het tribunaal uiteindelijk internationaal een nieuwe standaard.

## Voorbereiding
In december 1942 brachten de leiders van Groot-Brittannië, de Verenigde Staten en de Sovjet-Unie, die gezamenlijk tegen het Duitse Rijk, het Koninkrijk Italië en Japan vochten, de eerste gezamenlijke verklaring uit waarin zij officieel melding maakten van de massamoord op het Europese Jodendom. Ze besloten degenen die verantwoordelijk waren voor het geweld tegen de burgerbevolking, op te sporen en te berechten.
De Russische leider Jozef Stalin stelde aanvankelijk de executie van 50.000 tot 100.000 Duitse stafofficieren voor. De Britse premier Winston Churchill stelde voor alle hooggeplaatste nazi's zonder proces te executeren, maar werd door Amerikaanse leiders ervan overtuigd dat een strafrechtelijk proces effectiever zou zijn. Onder meer omdat een strafrechtelijke procedure documentatie vereist van de misdaden waarvoor de gedaagden worden aangeklaagd en latere beschuldigingen zou voorkomen dat gedaagden zonder bewijs waren veroordeeld. De oorlogsmisdadigers zullen worden berecht in het land waar de gruweldaden zijn begaan en bij ontbreken van een geografische locatie, in een door de geallieerden nader te bepalen plaats. Rechtspleging zal plaatsvinden door een coöperatief rechtscollege van de ondertekenende geallieerde machten.
Het tribunaal werd ingesteld door de Verenigde Staten, de Sovjet-Unie, het Verenigd Koninkrijk en Frankrijk. Het juridische concept was nieuw, er was geen ander voorbeeld in de geschiedenis. Het rechtscollege kreeg de naam Internationaal Militair Tribunaal. De basisbeginselen werden vastgelegd in de Verklaring van Moskou (1943).
Critici hebben wel getracht de legitimiteit van het proces aan te vechten door aan te voeren dat door de geallieerde troepen bedreven misdaden niet vervolgd werden en door te stellen dat veroordeling van tevoren al vastgestaan zou hebben. Dit laatste wordt in belangrijke mate ontkracht doordat verschillende gedaagden vrijgesproken zijn en anderen tot relatief lichte straffen veroordeeld werden. Ook zou er bij met name Dönitz sprake zijn geweest van wraakneming omdat hij het de gallieerden met zijn U-Boten zo moeilijk had gemaakt. Juristen stelden dat het een juridische doodzonde is dat mensen vervolgd werden voor delicten die niet van tevoren strafbaar waren gesteld in het (inter)nationale recht, temeer daar ze handelden naar de wetten en bevelen van het geldend gezag, het zogenaamde legaliteitsbeginsel. Dit is verworpen met een beroep op hogere universele normen en waarden waar ook de daders bekend mee waren of bekend mee hadden moeten zijn. Tegenwoordig wordt het Tribunaal van Neurenberg algemeen beschouwd als belangrijk beginpunt van het internationaal strafrecht.
Het Proces van Neurenberg is wel het bekendste, maar niet het enige proces dat na de Tweede Wereldoorlog in Neurenberg gehouden werd. In Neurenberg werden ook andere processen gevoerd, niet voor het Internationale Militaire Tribunaal, maar voor Amerikaanse militaire rechtbanken. Deze vervolgprocessen vonden wel in dezelfde ruimte plaats; zie het artikel Processen van Neurenberg.
Het proces begon op 20 november 1945 en duurde tot 1 oktober 1946, toen het vonnis werd uitgesproken.

## Rechters
De geallieerden hadden elk twee rechters (één rechter en één plaatsvervanger) aangewezen.
- Francis A. Biddle en John J. Parker voor de Verenigde Staten
- Iona T. Nikitsjenko en Aleksander F. Volchkov voor de Sovjet-Unie
- Sir Geoffrey Lawrence en Norman Birkett voor Groot-Brittannië
- Henri Donnedieu de Vabres en Robert Falco voor Frankrijk

Geoffrey Lawrence was de voorzitter van de rechtbank. Het hoofd van het team van aanklagers was een Amerikaan: Robert H. Jackson.

## Misdaden
De verdachten stonden terecht volgens het Handvest van Neurenberg voor:
- samenzwering,
- misdrijven tegen de vrede,
- misdaden tegen de menselijkheid,
- oorlogsmisdrijven.

Het is van belang hierbij op te merken dat de rechters het verweer Befehl ist Befehl (bevel is bevel) ten principale hebben verworpen. Dit gebeurde voor het eerst in de rechtszaak tegen de Duitse generaal Anton Dostler.
Een ander verweer van de verdachten was, dat het legaliteitsbeginsel geschonden werd, omdat er geen wetten en verdragen waren die het voeren van een aanvalsoorlog strafbaar stelden. Ook dit verweer werd verworpen. Het Tribunaal beriep zich erop dat het legaliteitsbeginsel niet bedoeld was als beperking van de soevereiniteit van staten, maar dat het een algemeen beginsel van rechtvaardigheid is. Het zou juist onrechtvaardig zijn als personen, die willens en wetens het recht geschonden hebben, zich met succes op dit beginsel konden beroepen en zo ongestraft zouden blijven. Daarnaast gebruikte het Tribunaal het Briand-Kelloggpact en het Verdrag van Versailles om aan te tonen dat het voeren van een aanvalsoorlog ook in 1939 reeds verboden was door het internationaal recht. De gedaagden noemden dit Siegerjustiz (het recht volgens de overwinnaar).
Op 1 oktober 1946 werden de vonnissen voorgelezen.

## Niet gedaagd
| Naam             | Functie | Uitspraak |
| ---------------- | --- | --- |
| Adolf Hitler     | Führer en rijkskanselier, dictator van nazi-Duitsland, opperbevelhebber van de Wehrmacht                                                                                               | Pleegde zelfmoord voor het proces begon op 30 april 1945 |
| Heinrich Himmler | Reichsführer-SS en als zodanig leider van de SS en het Reichssicherheitshauptamt, de overkoepelende veiligheidsdienst waar onder andere de Gestapo en de Kripo onderdeel van uitmaakte | Pleegde zelfmoord voor het proces begon op 23 mei 1945 |
| Joseph Goebbels  | Rijksminister van Propaganda, Reichsleiter, kortstondig rijkskanselier en een van de fanatiekste nazi's                                                                                | Pleegde zelfmoord voor het proces begon 1 mei 1945 |
| Philipp Bouhler  | Chef van de Kanzlei des Führers, Reichsleiter en Obergruppenführer en verantwoordelijk voor Aktion T4, het systematische vermoorden van zieken en gehandicapten                        | Pleegde zelfmoord voor het proces begon op 19 mei 1945 |
| Heinrich Müller  | Gruppenführer en hoofd van de Gestapo | Waarschijnlijk overleden tijdens de Slag om Berlijn op 1 of 2 mei 1945 |
| Adolf Eichmann   | Obersturmbannführer in de Gestapo en logistieke organisator voor de Holocaust | Adolf Eichmann werd na de oorlog door de Amerikanen gevangengenomen, maar wist te ontsnappen en was onvindbaar. In 1950 vluchtte hij onder valse naam naar Argentinië. In 1960 werd hij door agenten van de Mossad en Sjien Beet, de Israëlische geheime diensten, ontvoerd en naar Israël gebracht. Daar werd hij in 1961 ter dood veroordeeld en in 1962 ter dood gebracht. |

Ook de NSDAP, de SS, de SA, het OKW (de Duitse legerleiding), SD, Gestapo en andere naziorganisaties stonden terecht. Ze werden tot misdadige organisaties verklaard en opgeheven. Alleen het OKW werd als organisatie vrijgesproken.

## Getuigen
- Rudolf Höss (kampcommandant van vernietigingskamp Auschwitz), stond niet terecht, maar was kroongetuige omtrent de misdaden in vernietigingskamp Auschwitz. Bij een later proces werd hij ter dood veroordeeld.
- Friedrich Paulus (Breitenau (Guxhagen), 23 september 1890 - Dresden, 1 februari 1957) was een Duitse generaal-veldmaarschalk. Hij commandeerde het 6e Leger tijdens de slag om Stalingrad. In krijgsgevangenschap nam hij deel aan meerdere capitulatieoproepen gericht tot de Duitse Wehrmacht en werd lid van de Nationaal Comité Vrij Duitsland (NKFD). Tijdens de Processen van Neurenberg werd hij opgeroepen als getuige. In 1953 lieten de Sovjets hem vrij. Hij leefde daarna in de DDR en stierf in 1957.

## Gedaagden en oordelen
| Gedaagde               | Gedaagde                           | Regeringsfunctie(s)                                                        | Partijfunctie(s)              | Militaire rang / Schutzstaffelrang | Militaire functie(s)                              | Overige functie(s)                        | Uitspraak  |
| ---------------------- | ---------------------------------- | -------------------------------------------------------------------------- | ----------------------------- | ---------------------------------- | ------------------------------------------------- | ----------------------------------------- | ---------- |
| Hermann Göring         | Hermann Göring (1893–1946)         | Voorzitter van de Rijksdag                                                 |                               | Reichsmarschall                    | Bevelhebber van het Oberkommando der Luftwaffe    | Benoemd opvolger van Adolf Hitler         | Doodstraf  |
| Hermann Göring         | Hermann Göring (1893–1946)         | Rijksminister van Luchtvaart                                               |                               | Reichsmarschall                    | Bevelhebber van het Oberkommando der Luftwaffe    | Benoemd opvolger van Adolf Hitler         | Doodstraf  |
| Hermann Göring         | Hermann Göring (1893–1946)         | Rijksminister van Economische Zaken                                        |                               | Reichsmarschall                    | Bevelhebber van het Oberkommando der Luftwaffe    | Benoemd opvolger van Adolf Hitler         | Doodstraf  |
| Hermann Göring         | Hermann Göring (1893–1946)         | Minister-president van Pruisen                                             | Oberste SA-Führer             | Reichsmarschall                    |                                                   | Benoemd opvolger van Adolf Hitler         | Doodstraf  |
| Hermann Göring         | Hermann Göring (1893–1946)         | Reichsstatthalter van Pruisen                                              | Oberste SA-Führer             | Reichsmarschall                    |                                                   | Benoemd opvolger van Adolf Hitler         | Doodstraf  |
| Rudolf Hess            | Rudolf Hess (1894–1987)            | Rijksminister zonder portefeuille                                          | Stellvertreters des Führers   | Obergruppenführer                  |                                                   |                                           | Levenslang |
| Rudolf Hess            | Rudolf Hess (1894–1987)            | Rijksminister zonder portefeuille                                          | Reichsleiter                  | Obergruppenführer                  |                                                   |                                           | Levenslang |
| Joachim von Ribbentrop | Joachim von Ribbentrop (1893–1946) | Rijksminister van Buitenlandse Zaken                                       |                               | Obergruppenführer                  |                                                   | Ambassadeur naar het Verenigd Koninkrijk  | Doodstraf  |
| Wilhelm Keitel         | Wilhelm Keitel (1882–1946)         | De facto Rijksminister van Oorlog                                          |                               | Generalfeldmarschall               | Bevelhebber van het Oberkommando der Wehrmacht    |                                           | Doodstraf  |
| Karl Dönitz            | Karl Dönitz (1891–1980)            | Rijkspresident                                                             |                               | Großadmiral                        | Bevelhebber van het Oberkommando der Kriegsmarine |                                           | 10 jaar    |
| Erich Raeder           | Erich Raeder (1876–1960)           |                                                                            |                               | Großadmiral                        | Bevelhebber van het Oberkommando der Kriegsmarine |                                           | Levenslang |
| Alfred Jodl            | Alfred Jodl (1890–1946)            |                                                                            |                               | Generaloberst                      | Chef operaties van de Wehrmacht                   |                                           | Doodstraf  |
| Wilhelm Frick          | Wilhelm Frick (1877–1946)          | Rijksminister van Binnenlandse Zaken                                       | Reichsleiter                  |                                    |                                                   |                                           | Doodstraf  |
| Wilhelm Frick          | Wilhelm Frick (1877–1946)          | Reichsprotektor van het Protectoraat Bohemen en Moravië                    | Reichsleiter                  |                                    |                                                   |                                           | Doodstraf  |
| Wilhelm Frick          | Wilhelm Frick (1877–1946)          | Rijksminister zonder portefeuille                                          | Reichsleiter                  |                                    |                                                   |                                           | Doodstraf  |
| Konstantin von Neurath | Konstantin von Neurath (1873–1956) | Rijksminister van Buitenlandse Zaken                                       |                               | Obergruppenführer                  |                                                   |                                           | 10 jaar    |
| Konstantin von Neurath | Konstantin von Neurath (1873–1956) | Reichsprotektor van het Protectoraat Bohemen en Moravië                    |                               | Obergruppenführer                  |                                                   |                                           | 10 jaar    |
| Arthur Seyss-Inquart   | Arthur Seyss-Inquart (1892–1946)   | Reichskommissar van het Reichskommissariat Niederlande                     |                               | Obergruppenführer                  |                                                   | Bondskanselier van Oostenrijk             | Doodstraf  |
| Arthur Seyss-Inquart   | Arthur Seyss-Inquart (1892–1946)   | Rijksminister zonder portefeuille                                          |                               | Obergruppenführer                  |                                                   | Bondskanselier van Oostenrijk             | Doodstraf  |
| Arthur Seyss-Inquart   | Arthur Seyss-Inquart (1892–1946)   | Rijksminister van Buitenlandse Zaken                                       |                               | Obergruppenführer                  |                                                   | Bondskanselier van Oostenrijk             | Doodstraf  |
| Hjalmar Schacht        | Hjalmar Schacht (1877–1970)        | Rijksminister van Economische Zaken                                        |                               |                                    |                                                   |                                           | Vrijspraak |
| Hjalmar Schacht        | Hjalmar Schacht (1877–1970)        | President van de Reichsbank                                                |                               |                                    |                                                   |                                           | Vrijspraak |
| Hjalmar Schacht        | Hjalmar Schacht (1877–1970)        | Rijksminister zonder portefeuille                                          |                               |                                    |                                                   |                                           | Vrijspraak |
| Hans Frank             | Hans Frank (1900–1946)             | Generalgouverneur van het Generalgouvernement                              | Reichsleiter                  |                                    |                                                   |                                           | Doodstraf  |
| Hans Frank             | Hans Frank (1900–1946)             | Rijksminister zonder portefeuille                                          | Reichsleiter                  |                                    |                                                   |                                           | Doodstraf  |
| Alfred Rosenberg       | Alfred Rosenberg (1893–1946)       | Rijksminister voor Oost-Europa                                             | Reichsleiter                  |                                    |                                                   |                                           | Doodstraf  |
| Albert Speer           | Albert Speer (1905–1981)           | Rijksminister van Bewapening en Oorlogsproductie                           |                               |                                    |                                                   | Rijksarchitect                            | 20 jaar    |
| Fritz Sauckel          | Fritz Sauckel (1894–1946)          | Hoofd van Arbeitseinsatz                                                   | Gauleiter van Thuringia       | Obergruppenführer                  |                                                   |                                           | Doodstraf  |
| Fritz Sauckel          | Fritz Sauckel (1894–1946)          | Reichsstatthalter van Thuringia                                            | Gauleiter van Thuringia       | Obergruppenführer                  |                                                   |                                           | Doodstraf  |
| Fritz Sauckel          | Fritz Sauckel (1894–1946)          | Reichsstatthalter van de Freistaat Anhalt                                  | Gauleiter van Thuringia       | Obergruppenführer                  |                                                   |                                           | Doodstraf  |
| Fritz Sauckel          | Fritz Sauckel (1894–1946)          | Reichsstatthalter van de Freistaat Braunschweig                            | Gauleiter van Thuringia       | Obergruppenführer                  |                                                   |                                           | Doodstraf  |
| Robert Ley             | Robert Ley (1890–1945)             | Leider van de Deutsche Arbeitsfront                                        | Reichsleiter                  |                                    |                                                   |                                           | [ 6 ]      |
| Robert Ley             | Robert Ley (1890–1945)             | Rijksminister zonder portefeuille                                          | Gauleiter van Rheinland–Süd   |                                    |                                                   |                                           | [ 6 ]      |
| Julius Streicher       | Julius Streicher (1885–1946)       |                                                                            | Gauleiter van Franken         |                                    |                                                   | Hoofdredacteur van Der Stürmer            | Doodstraf  |
| Baldur von Schirach    | Baldur von Schirach (1907–1974)    | Reichsstatthalter van Oostenrijk                                           | Reichsleiter                  | Gruppenführer                      |                                                   | Leider van de Hitlerjugend                | 20 jaar    |
| Baldur von Schirach    | Baldur von Schirach (1907–1974)    | Reichsstatthalter van Oostenrijk                                           | Gauleiter van Groß-Wien       | Gruppenführer                      |                                                   | Leider van de Hitlerjugend                | 20 jaar    |
| Franz von Papen        | Franz von Papen (1879–1969)        | Vicekanselier                                                              |                               |                                    |                                                   | Ambassadeur naar Oostenrijk               | Vrijspraak |
| Franz von Papen        | Franz von Papen (1879–1969)        | Vicekanselier                                                              | Ambassadeur naar Turkije      |                                    |                                                   |                                           | Vrijspraak |
| Walther Funk           | Walther Funk (1890–1960)           | Rijksminister van Economische Zaken                                        |                               |                                    |                                                   |                                           | Levenslang |
| Walther Funk           | Walther Funk (1890–1960)           | President van de Reichsbank                                                |                               |                                    |                                                   |                                           | Levenslang |
| Martin Bormann         | Martin Bormann (1900–1945)         | Rijksminister zonder portefeuille                                          | Partijsecretaris van de NSDAP | Obergruppenführer                  |                                                   |                                           | [ 7 ]      |
| Martin Bormann         | Martin Bormann (1900–1945)         | Rijksminister zonder portefeuille                                          | Reichsleiter                  | Obergruppenführer                  |                                                   |                                           | [ 7 ]      |
| Ernst Kaltenbrunner    | Ernst Kaltenbrunner (1903–1946)    |                                                                            |                               | Obergruppenführer                  | Hoofd van het Reichssicherheitshauptamt           |                                           | Doodstraf  |
| Gustav Krupp           | Gustav Krupp (1870–1950)           |                                                                            |                               |                                    |                                                   | Voormalig bestuursvoorzitter van Krupp AG | [ 8 ]      |
| Hans Fritzsche         | Hans Fritzsche (1900–1953)         | Secretaris-generaal van het ministerie van Volksvoorlichting en Propaganda |                               |                                    |                                                   |                                           | Vrijspraak |

## Executie van de doodvonnissen
Op 16 oktober 1946 werden de hiertoe veroordeelden ter dood gebracht in de sportzaal van de gevangenis van Neurenberg, waar zij tijdens het proces gehuisvest waren. Göring bleek die dag al dood te zijn, hij had zelfmoord gepleegd. De vonnissen werden voltrokken door sergeant John C. Woods. De veroordeelden werden opgehangen volgens het principe van een lange val, waarna de nek brak. Volgens de officiële rapporten ging alles volgens plan, maar tegenwoordig wordt wel beweerd dat dat niet het geval was en dat Woods de val met opzet korter had gemaakt, zodat de veroordeelden zouden sterven door verstikking. De tijd tussen de executie en doodverklaring was namelijk erg lang; Ribbentrop hing 14 minuten voordat hij stierf, Keitel 24 minuten. Frick sloeg in zijn val met het gezicht tegen de rand van het gat. Enkele uren nadat Seyss-Inquart als laatste stierf, werden de lichamen van de ter dood veroordeelden naar het crematorium van het Ostfriedhof in München gebracht en daar verbrand. De as werd verstrooid over de Isar.

## Verfilmingen van het proces
De Processen van Neurenberg werden in 1961 verfilmd in de Amerikaanse speelfilm Judgment at Nuremberg onder regie van Stanley Kramer.
Later werden de Processen van Neurenberg in 2000 verfilmd in de miniserie Nuremberg, met onder anderen Alec Baldwin als de hoofdaanklager Robert Jackson. Deze film was gebaseerd op het boek Nuremberg: Infamy on trial van Joseph E. Persico uit 1994.